# Ceratina incognita
Ceratina incognita là một loài Hymenoptera trong họ Apidae. Loài này được Bingham mô tả khoa học năm 1898.